# Flávia Ribeiro
Flávia Ribeiro (Santos, 21 de junho de 1983) é uma jornalista brasileira de televisão.

## Carreira
Se formou na Universidade Católica de Santos, Unisantos em 2004. Começou como estagiária no primeiro ano da faculdade na Santa Cecília TV, passou pela afiliada do SBT, TVB Litoral, até ser contratada pela afiliada da Rede Globo na Baixada Santista, a TV Tribuna.
Depois de formada, Flávia foi repórter no mesmo canal até ser contratada pela TV Globo em São Paulo. Foi produtora e reporter do programa Ação, do Serginho Groisman, além de fazer parte da GloboNews.
Em 2007 foi convidada pela TV Record para fazer parte da equipe de jornalismo da emissora em Santos. Lá Flávia realizou diversas reportagens para o Jornal da Record, Domingo Espetacular, Fala Brasil, Repórter Record e do programa Hoje em Dia. Algumas reportagens ficaram marcadas, como a primeira repórter a passar o dia na plataforma da Petrobras, situada na bacia de Santos, mergulhar com tubarões, além de denúncias envolvendo a alta cúpula da Policia Civil.
Em 2008 Flávia passou a integrar o novo grupo da Record, o canal de notícias Record News. Já apresentou todos os jornais do canal, entre eles: Hora News, Mundo Meio-Dia, Página 1, Record News Brasil e Direto da Redação. Também já foi a "moça do tempo" do Jornal da Record, até ficar grávida de seu primeiro filho, Lucas. Também participou ao vivo da posse do presidente dos Estados Unidos, Barack Obama, assim como nos casos Nardoni e Eloá.
Recentemente, Flávia fez parte da cobertura das Olimpíadas de Inverno de 2010, em Vancouver, já que a emissora detém os direitos dos Jogos Olímpicos até 2016. Atualmente, ela apresenta o Hora News, das 11h, Dirija Bem e se prepara para estrear o reality show "A Prova de Tudo", do canal Discovery Channel.
Em 2011, Flávia Ribeiro deixou a Record News
Foi contratada pelo Portal Terra para o projeto Olímpico Londres 2012. Fez diversas reportagens com atletas brasileiros que foram disputar os Jogos. Em julho, apresentou direto do Parque Olímpico, dentro do IBC (International Broadcast Center), a Olimpíada.
Flávia saiu da TV Terra em 2014.
Desde setembro do mesmo ano, Flávia Ribeiro voltou a integrar o grupo Record de televisão. Voltou a ser repórter de rua na cidade de Santos, litoral de São Paulo.